# Periclimenes tenuis
Periclimenes tenuis är en kräftdjursart som beskrevs av Bruce 1969. Periclimenes tenuis ingår i släktet Periclimenes och familjen Palaemonidae. Inga underarter finns listade i Catalogue of Life.